# Piper Aircraft
Piper Aircraft, Inc. es un fabricante de aviones de aviación general, localizado en el Aeropuerto Municipal de Vero Beach, en Vero Beach, Florida. Junto a Beechcraft y Cessna, es considerada una de las "Tres Grandes" en el campo de la fabricación de la aviación general.
Desde su fundación en 1927 hasta finales de 2009, la compañía produjo alrededor de 144 000 aviones en 160 modelos certificados, de los que 90 000 continúan en vuelo.

## Historia

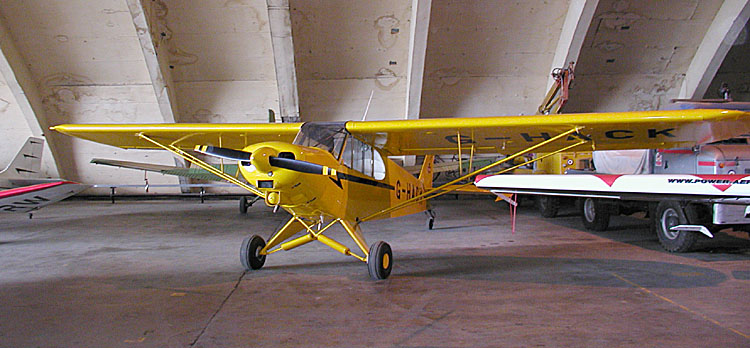
Piper Super Cub.

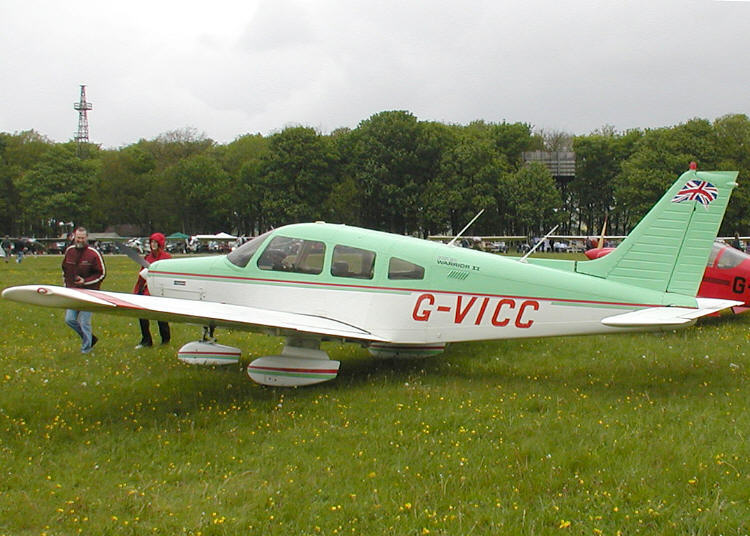
Piper PA-28-161 Warrior II.

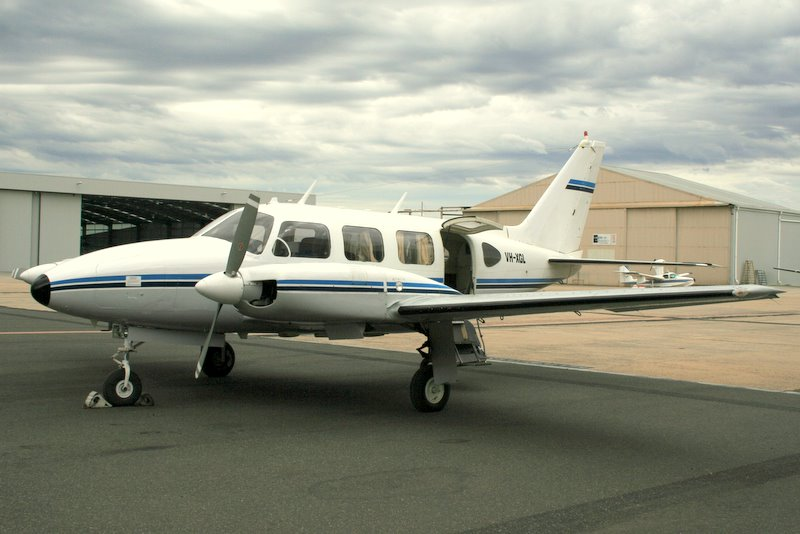
Uno de los primeros PA-31 Navajo en construcción.

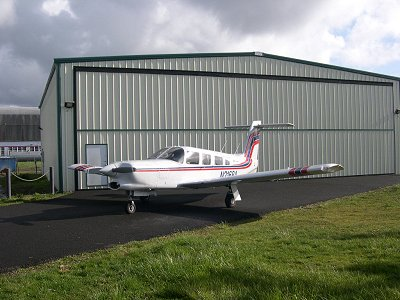
Piper PA-32-RT-300T Turbo Lance II.

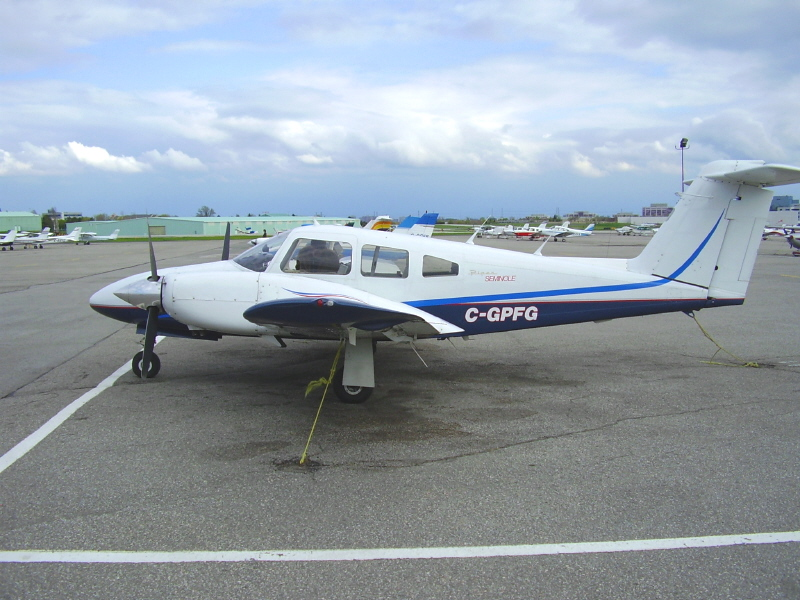
Piper PA-44-180 Seminole.

La compañía fue fundada originalmente como Taylor Brothers Aircraft Manufacturing Company en septiembre de 1927, por Clarence Gilbert Taylor y Gordon A. Taylor en Rochester (Nueva York). La compañía fue renombrada luego como Taylor Brothers Aircraft Corporation en abril de 1928, poco antes de la muerte de Gordon Taylor en un accidente de aviación el 24 de abril de 1928. La compañía fue atraída a moverse a Bradford, Pensilvania, con la promesa de encontrar instalaciones más grandes e inversión de capital por parte de empresarios locales, incluyendo una inversión inicial de 400 dólares de William T. Piper, un ingeniero de petróleos local. El traslado se completó en septiembre de 1929.

### Década de 1930
A finales de 1930, la compañía se declaró en bancarrota y William T. Piper compró  el resto de la compañía por 761 dólares. Reorganizándola como Taylor Aircraft Company, Piper tomó control efectivo de la misma cuando asumió el cargo de secretario corporativo de contabilidad, mientras que C.G. Taylor seguía como presidente de la firma. Piper, en ocasiones denominado el "Henry Ford de la Aviación", creía firmemente que un avión privado fácil de operar y de bajo coste podía hacer florecer a la compañía, a pesar de encontrarse en la época de los oscuros efectos de la Gran Depresión. Este avión fue el E-2 Cub.
En diciembre de 1935, después de una serie de desacuerdos, William Piper compró la parte de C. G. Taylor, que abandonó la compañía y formó la Taylorcraft Aircraft Company. En marzo de 1937, un incendio destruyó la fábrica en Bradford y la compañía fue reubicada en una fábrica de seda abandonada en Lock Haven, Pensilvania. Fue en este año que la compañía cambió su nombre a Piper Aircraft Corporation.

### Década de 1940
Piper continuó sus operaciones en Lock Haven a lo largo de la Segunda Guerra Mundial, construyendo versiones militares del Piper J-3 Cub, conocido como L-4 Grasshopper. Se construyeron un total de 5941 ejemplares dotados de motor para las fuerzas armadas estadounidenses, así como planeadores para entrenamiento de vuelo, y componentes de aviones de otros fabricantes, pero su mayor contribución al esfuerzo bélico fue la fabricación de mástiles de acero para el montaje de antenas de radar. En 1946, la compañía abrió una nueva fábrica en Ponca City (Oklahoma), y transfirió la producción del Cub desde Lock Haven. Ese año, Piper lideró la producción estadounidense de aviones ligeros. Alrededor de 7800 de los 35 000 aviones civiles construidos en Estados Unidos eran Piper, pero una huelga disminuyó la producción de tuberías de acero, interrumpiendo también la producción total, y como consecuencia 1900 trabajadores fueron suspendidos.
El año siguiente, el boom de la aviación general generado por la posguerra terminó. Las ventas de Piper alcanzaron los 3500 aviones, menos de la mitad del total de 1946, y la compañía sufrió pérdidas operativas de más de 560 000 dólares de la época. La junta directiva reemplazó a William Piper por William Shriver, un exejecutivo de Chrysler. Bajo el mando de Shriver se generó una expansión en líneas de producto con la introducción del PA-14 Family Cruiser y del PA-15 Vagabond. En 1948, con dos tercios de su fuerza laboral disminuida, Piper sólo perdió 75 000 USD, pero perdió su liderazgo en un mercado decreciente, ubicándose detrás de Cessna, que sólo había vendido 1600 aviones; la fábrica de Ponca City cerró. A finales de 1948, Piper compró la Stinson Aircraft Company por un monto de 3 millones de dólares y Shriver abandonó la compañía.

### Década de 1950
El estallido de la guerra de Corea en 1950 ayudó a estimular la producción de Piper, que nuevamente ganó grandes encargos de fabricación para el Cub. William Piper tomó de nuevo el control de la compañía durante ese año, y tomó la decisión de fabricar bimotores. La compañía investigó inicialmente la posibilidad de fabricar el Baumann Brigadier, pero luego decidió desarrollar un diseño proveniente de Stinson, el cual resultó en el PA-23 Apache. En la planeación de negocios tras la guerra, estaba claro que las instalaciones de Lock Haven no contaban con las líneas de montaje adecuadas para esfuerzos de fabricación más grandes, así que, en 1955, Piper consiguió los derechos de propiedad del Aeropuerto Municipal de Vero Beach.[cita requerida] Esta sede fue usada en principio como centro de diseño a cargo de Fred Weick; el primer aparato desarrollado en Vero Beach fue el primer avión de fumigación de Piper, el PA-25 Pawnee, anunciado en 1958, y cuya producción comenzó el año siguiente en Lock Haven.

### Década de 1960
En 1960, la línea de aviones Piper consistía en una versión de fumigación y otra de dos pasajeros del Super Cub; los Caribbean, Colt y Tri-Pacer; dos versiones del Piper PA-24 Comanche; el Pawnee; y el Apache con una versión más grande desarrollada a partir del mismo, el Piper Aztec. El año siguiente, el primer prototipo en ser producido en Vero Beach fue el PA-28 Cherokee. El Cherokee reemplazó los Tri-Pacer y Colt, que terminaron de producirse en 1961 y 1964, respectivamente. Al final de la década, de la edificación en Vero Beach salían 7000 Cherokee construidos cada año.
En septiembre de 1964, Piper voló por primera vez el prototipo del novedoso PA-31 Navajo, tras dos años y medio de desarrollo.
En 1969, la familia Piper aceptó vender Piper Aircraft a Bangor Punta Corporation, que empezó una batalla judicial de ocho años con Chris-Craft Industries, terminando en un fallo conferido por la Corte Suprema de los Estados Unidos en 1977 a favor de BPC.

### Década de 1970
Las instalaciones de Lock Haven casi quedan completamente destruidas en 1972, cuando lluvias torrenciales provocadas por el Huracán Agnes causaron el desbordamiento del río Susquehanna en junio. La planta de fabricación sufrió una inundación de 4,9 m, destruyendo cerca de 100 aviones y causando una pérdida estimada de 23 millones de dólares de la época. Gran parte del herramental requerido para la producción de muchos diseños, incluyendo los Aztec, Navajo y Comanche también resultaron destruidos,[cita requerida] y el programa del PA-31T Cheyenne sufrió graves retrasos al dañarse el prototipo, que acababa de recibir la certificación de la FAA. Las entregas iniciales del Navajo PA-31-350 Chieftain también sufrieron retrasos de varios meses. Luego de la inundación, Piper entregó a la NASA 32 PA-28 y PA-23 en condiciones de reparación económicamente inviable, que fueron usados para pruebas de choque en el Centro de Investigación de Langley, usando una estructura construida originalmente para simular aterrizajes lunares de naves espaciales para el programa Apolo.
Otro resultado de la inundación fue la decisión de terminar la producción del Comanche. Piper abrió una división de fabricación en Lakeland, Florida, en 1972, y durante el resto de la década, los Piper PA-31 Navajo, Chieftain, y Cheyenne III fueron fabricados en las instalaciones de 65 950 m² del aeropuerto municipal de Lakeland.
También una licenciataria en Argentina, Chincul, se unió al plan de producción bajo licencia de Piper para producir aeronaves en el extranjero, con el beneficio principal de la reducción de costes en mano de obra que ello implicaba. Gracias a las promociones industriales otorgadas por el presidente Alejandro Agustín Lanusse, que daban reducciones y diferimientos impositivos a determinadas zonas del país, los dueños de Chincul se instalaron en la localidad de Pocito, provincia de San Juan (Argentina), alcanzando interesantes niveles de producción. Al promediar la década de 1980, inició una lenta pendiente decreciente debido al proceso inflacionario que se vivió por entonces, sumado a la quiebra de su casa madre Piper Aircraft, y finalmente entre 1991 y 1994 se produjo la última serie del modelo PA-18 Super Cub, cesando definitivamente la actividad el 31 de enero de 1995. 

### Décadas de 1980 y 1990
Piper abrió su división T1000 Airline Division en su planta de Lakeland, Florida, en mayo de 1981, con 20 personas. La contratación de las dos instalaciones de Piper en Lakeland se completó luego 2200 empleados durante ese año. Los aviones Piper Cheyenne IV y el Piper T-1040 fueron fabricados en Lakeland durante esa época. Piper también mantuvo un centro de investigación y desarrollo completamente abastecido de logística en Lakeland, incluyendo el almacén X, donde desarrollaba el Piper PA-48 Enforcer. Esta división estaba orientada a aerolíneas de alimentación en Estados Unidos incluyendo a Air New Orleans, Desert Sun en Long Beach, Shasta Air y Sun West Airlines, así como a clientes internacionales, como Vickers, para transporte corporativo en el Reino Unido, Avia Services de Camerún y para el distribuidor autorizado de Piper en Colombia, Aero Leaver. En 1984 Piper cambió de dueños cuando Bangor Punta fue adquirida por Lear Siegler. Lear Siegler, a su vez, fue adquirida por Forstmann Little in 1986. Forstmann Little luego vendió Piper a M. Stuart Millar en 1987.
La fabricación de aviones pequeños fue impactada a mediados de la década de 1980, cuando las aseguraciones de responsabilidad corporativa se incrementaron, haciendo que las operaciones financieras de Piper Aircraft y otros fabricantes de aviación general se tornaran difíciles. En un intento de mejorar las ventas, Piper bajó los precios de sus aviones y en consecuencia, la compañía empezó a generar pérdidas. En 1991, la fábrica de Lakeland fue vendida y cerrada en julio de ese año, cuya fuerza laboral contaba con apenas 45 personas; con tan sólo 1000 dólares de efectivo disponible, Piper se declaró en bancarrota acogiéndose al Capítulo 11 del Código Estadounidense, luego de una oferta de control de su competidora francesa Socata, que fracasó por el problema de la responsabilidad corporativa. La producción del emblemático Cheyenne 400 finalizó en febrero de 1993, con tan sólo 43 unidades producidas desde su aparición en el mercado, una década atrás. En 1995, la compañía salió de su proceso de bancarrota del Capítulo 11 y fue renombrada como The New Piper Aircraft. Como parte de la protección gubernamental de la bancarrota, la compañía fue vendida a Newco Pac Inc., que era propiedad de los acreedores de Piper (incluyendo el acreedor principal, el fabricante de motores Teledyne Continental Motors) y una firma de inversiones establecida en Filadelfia.

### Década del 2000
En julio de 2003, American Capital Strategies, Ltd. compró el 94 % de los votos de capital de Piper.[cita requerida]
En julio de 2006, fue anunciada una asociación con Honda para comercializar el nuevo Honda Jet. El mes siguiente la firma retiró el "New" de su título, quedando nuevamente como Piper Aircraft.
En respuesta a la crisis económica de 2008, la compañía anunció en noviembre de ese año que estaba reduciendo su trabajo semanal para ahorrar dinero y evitar despidos. Piper es parte de un acuerdo con el estado de Florida, en el que la compañía se beneficiaría de 32 millones de dólares en incentivos a cambio de incrementar la mano de obra a 1400 personas y construir el PiperJet en el estado.
En diciembre de 2008, la compañía anunció que aplazaría el incentivo de 10 millones de dólares que habría requerido para contratar 400 trabajadores nuevos en 2012 para el proyecto del PiperJet y retener 1417 empleados hasta 2015. La compañía declaró que esto se debía a una medida cautelar. El portavoz de Piper, Mark Miller, afirmó que "como este año ha sido bueno para Piper, hemos tomado medidas para mantener la salud empresarial de la compañía y hacer frente a cualquier adversidad futura."
En febrero de 2009, la compañía anunció que estaba despidiendo a 300 empleados sin emitir notificación alguna y que 650 trabajadores remanentes recibirían el pago de semanas no remuneradas en abril y julio para reducir inventarios. Mark Miller anunció que la compañía lamentaba esta situación de despidos e indicó que los empleados serían recontratados una vez mejorase la situación económica. También afirmó que: "Incluso los compradores interesados que hemos encontrado tienen increíbles dificultades económicas para conseguir financiamiento... No podemos mantener una fuerza laboral completa en este punto en el que no se están comprando aviones... Si las condiciones del mercado continúan deteriorándose, va a ser necesario que la compañía tome acciones adicionales". El 24 de febrero de 2009, la compañía anunció que añadiría otras dos semanas de permiso sin paga a sus empleados en mayo y junio, dando un total de cuatro semanas en 2009, citando la necesidad de reducir inventario y recortar gastos. En junio de 2010, la compañía anunció el recorte de otra semana en agosto para ahorrar dinero. La situación de despidos afectó a todos los trabajadores, excepto aquellos vinculados al proyecto PiperJet y otras dependencias de negocio críticas de la compañía.
El 1 de mayo de 2009, American Capital Strategies vendió la empresa a Imprimis, una compañía de inversiones estratégicas con sede en Singapur, obteniendo una ganancia de 31 millones de dólares en la transacción. Imprimis está financiada por el gobierno de Brunéi y tiene oficinas en Bangkok, Singapur y Darussalam.
En junio de 2009, el director ejecutivo de Piper Aircraft desde 2005, James Bass, anunció su retirada de esa posición y su salida del cargo durante ese mismo mes. Fue sucedido por el vicepresidente de operaciones Kevin Gould. Durante esos cuatro años en Piper, Bass supervisó el desarrollo del PiperJet, la introducción del Meridian G1000 y del Matrix, y negoció el acuerdo con Honda. También obtuvo en negociaciones 32 millones en incentivos estatales y del ayuntamiento, que permitieron la subsistencia de la fábrica de Piper en Vero Beach, Florida.
El 2 de noviembre de 2009, otro ejecutivo de Piper renunció. El presidente de la compañía, John Becker, anunció su renuncia que sería efectiva el 1 de diciembre de 2009 para "seguir otras oportunidades dentro de su carrera". Becker fue reemplazado por el director ejecutivo Kevin Gould.

### Década de 2010
El 4 de enero de 2010, la compañía anunció que la subsidiaria Aviall de Boeing serviría como distribuidor global de piezas de Piper. Gould fue reemplazado provisionalmente por Geoffrey Berger, director administrativo de Imprimus en Brunéi, y como representante del gobierno de Brunéi. También en junio de 2010, el portavoz por largo tiempo de Piper, Mark Miller, dejó la compañía.
En septiembre de 2010, Piper anunció el despido de otros 60 trabajadores de planta. Al respecto, Geoffrey Berger declaró: "Piper todavía se ve retada por las debilidades del mercado". La compañía contrató 140 empleados para el programa PiperJet entre 2009 y 2010.
Piper comenzó una renovación en su fábrica de 70 000 m² en Vero Beach en octubre de 2010, con una meta de ser completada en 2011. Se pretendía usar las instalaciones para construir el PiperJet.
El 17 de octubre de 2011, la compañía anunció que Simon Caldecott reemplazaba a Geoff Berger como director ejecutivo provisional. Al mismo tiempo, el vicepresidente ejecutivo Randy Groom renunciaba a la compañía y también se anunciaba que el programa del Piper Altaire pasaba a ser revisado. Tan sólo una semana después, el 24 de octubre de 2011, Piper anunció que "suspendía indefinidamente" los trabajos del programa del Altaire y que despediría a un aproximado de 150 empleados de sus 850, más 55 trabajadores contratados, debido a la cancelación del programa.
En diciembre de 2011, Piper anunció que trataba de renegociar el acuerdo realizado en 2008 hecho con el Estado de Florida y el Condado de Indian River para recibir incentivos. La compañía no había cumplido con obligaciones contractuales, dentro de las que se encontraba emplear a 1100 personas para finales de 2009, y en cambio el empleo cayó a 600, y como resultado, la compañía debía responder por 1,5 millones de dólares. Piper buscaba entonces ser perdonada por la deuda.

## Aeronaves

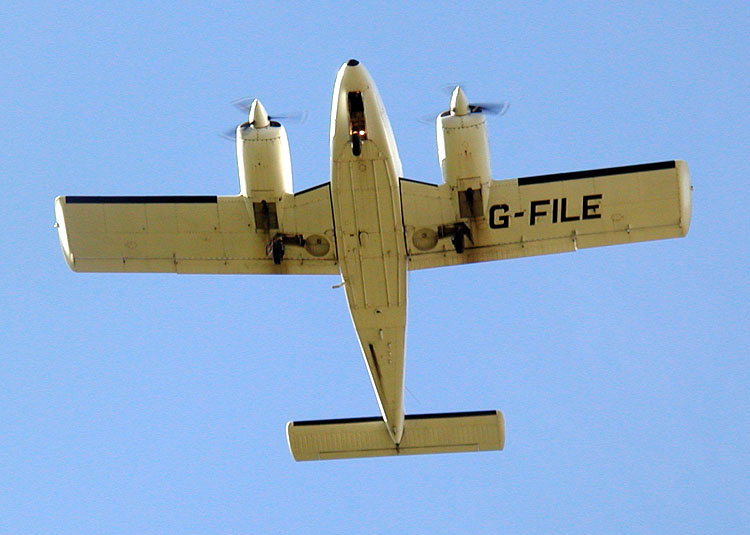
Piper PA-34 Seneca.

El Piper J-3 Cub es un monomotor de ala alta, de dos asientos, que es reconocido como el primer avión de entrenamiento de bajo coste producido en grandes cantidades. Muchos ejemplares militares fueron vendidos a dueños civiles en el período entre 1950 y 1995, y se vislumbran muchos años más de uso recreativo para dicho avión.
El Piper Cherokee es uno de los productos más exitosos de la compañía. Ambos diseños, junto al Piper Seneca, se usan como aviones de entrenamiento, de uso personal y para transporte ligero alrededor del mundo. El Piper Apache fue uno de los primeros aviones asociados con el término "aero taxi", aunque fue sobrepasado en este rol por diseños más rápidos y espaciosos de sus competidores Beechcraft y Cessna.
Comenzando su producción en 1965, la serie PA-32 surgió como una versión más potente y de seis asientos del Cherokee, más pequeño. Varios de ellos reciben el nombre de Cherokee Six, Lance y Saratoga, que estaban disponibles tanto con tren de aterrizaje fijo como retráctil, y también contaban con motores normalmente aspirados, con inyección de combustible y turboalimentados. Los PA-32 probaron ser populares entre propietarios privados, y en compañías de aero taxi y transporte. La producción del Saratoga II HP y SaratogaTC culminó en 2009, tras casi 45 años en producción.
El 21 de enero de 2010, la compañía anunció que tenía la licencia de fabricación del CZAW SportCruiser y que pretendía comercializarlo con el PiperSport. El director ejecutivo de Piper, Kevin Gould, afirmó que "El PiperSport es un increíble avión que permitiría brindar a nuevos compradores un nivel de entrada más bajo para adquirir un Piper y dirigiría el modo en que estos clientes pudieran dar el paso siguiente hacia aviones más sofisticados y de mayor desempeño de nuestra línea a través del tiempo". En enero de 2011, el acuerdo de esta licencia se terminó de forma abrupta con el director ejecutivo de Piper, Geoffrey Berger diciendo "la compañía tiene una perspectiva diferente de negocios y una aproximación al mercado de los que tiene Czech Sport Aircraft".

### Lista de aviones de Piper Aircraft
| Nombre del modelo         | Primer Vuelo | Unidades construidas                              | Tipo |
| ------------------------- | ------------ | ------------------------------------------------- | --- |
| J-2 Cub                   | 1936         | 1207                                              | Monoplano monomotor de ala alta |
| Piper J-3 Cub             | 1938         | 19 888                                            | Monoplano monomotor de ala alta |
| J-4 Cub Coupe             | 1939         | 1251                                              | Monoplano monomotor de ala alta |
| J-5 Cub Cruiser           | 1940         | 1507                                              | Monoplano monomotor de ala alta |
| P-1 Applegate Duck        | 1940         | 1                                                 | Avión anfibio |
| P-2 Cub                   | 1941         | 1                                                 | Monoplano monomotor de ala alta |
| P-3                       | 1939         | 1                                                 | Monoplano monomotor de ala alta, también conocido como J-4RX |
| P-4 Cub                   | 1941         | 1                                                 | Monoplano monomotor de ala alta |
| P-5                       | 1944         | 1                                                 | Monoplano monomotor de ala alta, también conocido como J-3X |
| PT-1 Trainer              | 1942         | 1                                                 | Monoplaza de ala baja, biplaza en tándem |
| PA-6 Sky Sedan            | 1945         | 2                                                 | Monoplano de tren retráctil, ala baja, y cuatro asientos |
| PWA-1 Skycoupe            | 1943         | 1                                                 | Monoplano de doble botalón, que luego se denominó PA-7 |
| PA-7 Skycoupe             | 1944         | 1                                                 | Monoplano biplaza de ala baja de doble botalón hecho a partir del PWA-1                                                                                             |
| PWA-8 Cub Cycle           | 1944         | 1                                                 | Monoplano monoplaza, de ala a mitad del fuselaje. |
| PA-8 Skycycle             | 1945         | 2                                                 | Monoplano monomotor de ala media y un asiento |
| PA-9                      |              | Ninguno                                           | Monomotor para observación de ala alta con problemas de diseño |
| PA-10                     |              | Ninguno                                           | Monomotor de ala baja con diseño de dos asientos lado a lado |
| PA-11 Cub Special         | 1947         | 1541                                              | Monomotor de ala alta |
| PA-12 Super Cruiser       | 1946         | 3760                                              | Monoplano monomotor de ala alta |
| PA-13                     | -            | -                                                 | Designación sin usar |
| PA-14 Family Cruiser      | 1948         | 238                                               | Monoplano monomotor de ala alta |
| PA-15 Vagabond            | 1948         | 387                                               | Monoplano monomotor de ala alta y dos asientos lado a lado |
| PA-16 Clipper             | 1949         | 736                                               | Versión de cuatro asientos del PA-15 |
| PA-17 Vagabond            | 1948         | 214                                               | Variante del PA-15 con controles duales |
| PA-18 Super Cub           | 1950         | 10 222                                            | Monoplano monomotor de ala alta |
| PA-19 Super Cub           | 1949         | 3                                                 | Designación inicial de la versión militar del PA-18, revertida a la designación PA-18 luego de tres construidos                                                     |
| PA-20 Pacer               | 1950         | 1120                                              | PA-16 rediseñado |
| PA-21                     |              | Ninguno                                           | Versión propuesta del Baumann Brigadier |
| PA-22 Tri-Pacer           | 1951         | 9490                                              | Versión actualizada del PA-20 con tren de morro |
| PA-23 Apache              | 1954         | 2047                                              | Monoplano bimotor de ala baja |
| PA-24 Comanche            | 1958         | 4717                                              | Monomotor de cuatro asientos de ala baja |
| PA-24-400 Comanche        | 1964         | 148                                               | Desarrollo del PA-24 repotenciado |
| PA-25 Pawnee              | 1959         | 5167                                              | Avión de fumigación monomotor |
| PA-26                     |              | Ninguno                                           | Propuesta con mayor potencia del PA-24 |
| PA-27 Aztec               | 1960         | 4929                                              | Versión mejorada del PA-23, reteniendo la designación PA-23 |
| PA-28 Cherokee            | 1961         | 10 896                                            | Monomotor de ala baja |
| PA-28-140 Cherokee        | 1964         | 10 089                                            | Variante biplaza del PA-28 |
| PA-28 Warrior             | 1974         | 4842                                              | Versión mejorada del PA-28 |
| PA-28-235 Cherokee/Dakota | 1964         | 2913                                              | PA-28 con mayor potencia (235 hp) |
| PA-28R Arrow              | 1967         | 6694                                              | Variante con tren retráctil del PA-28 |
| PA-28R-300 Pillán         | 1982         | 2, con kits de ensamblaje final en Chile y España | Avión biplaza para entrenamiento militar diseñado para ENAER de Chile                                                                                               |
| PA-29 Papoose             | 1962         | 1                                                 | Pequeño avión de entrenamiento construido con fibra de vidrio |
| PA-30 Twin Comanche       | 1963         | 2001                                              | Monoplano de cuatro asientos de ala baja |
| PA-31 Navajo              | 1967         | 1785                                              | Bimotor de ocho asientos con ala baja |
| PA-31-350 Chieftain       | 1973         | 1825                                              | Navajo alargado |
| PA-31P Pressurized Navajo | 1970         | 309                                               | Versión presurizada del Navajo con motores más potentes |
| PA-31P-350 Mojave         | 1983         | ~50                                               | Sucesor de menor potencia del Navajo presurizado, híbrido entre el Cheyenne y Chieftain                                                                             |
| PA-31T Cheyenne           | 1974         | 847                                               | Versión turbohélice derivada del Navajo Presurizado |
| PA-32 Cherokee Six        | 1966         | 4373                                              | Derivación de seis plazas del Cherokee con cabina más ancha |
| PA-32R Lance/Saratoga     | 1976         | 2721                                              | Variante con tren retráctil del PA-32 |
| PA-33 Comanche            | 1966         | 1                                                 | Comanche presurizado |
| PA-34 Seneca              | 1972         | 4354                                              | Versión bimotor derivada del PA-32R |
| PA-35 Pocono              | 1968         | 1                                                 | Avión bimotor de aerolínea de alimentación |
| PA-36 Pawnee Brave        | 1973         | 938                                               | Avión de fumigación monomotor |
| PA-37                     |              | Ninguno                                           | Versión propuesta de un PA-33 bimotor |
| PA-38 Tomahawk            | 1978         | 2519                                              | Entrenador básico biplaza |
| PA-39 Twin Comanche C/R   | 1970         | 155                                               | Versión mejorada del PA-30 con hélices de giro contrapuesto |
| PA-40 Arapaho             | 1973         | 3 construidos, 5 sin completar                    | Reemplazo del PA-39 |
| PA-41P                    | 1974         | 1                                                 | Aztec presurizado |
| PA-42 Cheyenne            | 1980         | 175                                               | Versión con cola en T del PA-31T Cheyenne de altas prestaciones |
| PA-43                     |              | Ninguno                                           | Versión propuesta a pistón del PA-42 |
| PA-44 Seminole            | 1979         | 469                                               | Bimotor derivado del PA-28R |
| PA-45                     |              | Ninguno                                           | Versión propuesta de seis plazas con cola en T |
| PA-46 Malibu              | 1984         | 344                                               | Monomotor de seis asientos presurizado |
| PA-47 Piperjet            | 2008         | 1                                                 | Reactor de 6 a 7 asientos |
| PA-48 Enforcer            | 1971         | 4                                                 | Avión monoplaza contra insurgencia del Cavalier Mustang/North American P-51 Mustang                                                                                 |
| PA-60 Aerostar            | 1967         | 1010                                              | Bimotor presurizado de seis asientos, Piper compró el diseño a Ted R. Smith (diseñador del Aero Commander 500)                                                      |
| PiperSport                | 2010         | 40                                                | Biplaza deportivo comercializado por Piper entre enero de 2010 y enero de 2011. Era producido por Czech Sport Aircraft y era conocido previamente como SportCruiser |